# Batalha de Hel

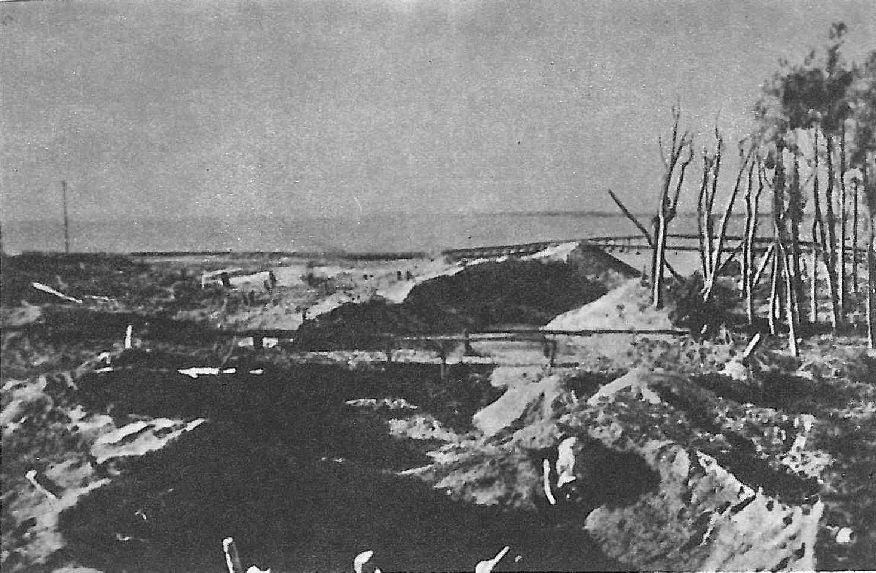
Crateras, pós-detonação de ogivas de torpedos poloneses na área de Chałupy

A Batalha de Hel (polonês: Obrona Helu, literalmente "a Defesa de Hel") foi um confronto da Segunda Guerra Mundial travado de 1 de setembro a 2 de outubro de 1939 na Península de Hel, na costa do Mar Báltico, entre as forças invasoras alemãs e a defesa polonesa. unidades durante a invasão alemã da Polônia (também conhecida na historiografia polonesa como a Campanha de Setembro). A defesa da Península de Hel ocorreu em torno da Área Fortificada de Hel, um sistema de fortificações polonesas que havia sido construída na década de 1930 perto da fronteira entre guerras com a Alemanha.
A partir de 20 de setembro de 1939, depois que o exército polonês Pomorze foi derrotado na Batalha da Floresta de Tuchola e depois que outras fortalezas costeiras polonesas capitularam na Batalha de Westerplatte, Batalha de Gdynia e Batalha de Kępa Oksywska, Hel foi o único bolsão substancial da resistência militar polonesa deixada no norte da Polônia. Foi também o local do único engajamento de superfície naval da invasão.
Os alemães bloquearam os defensores da Península de Hel e não lançaram grandes operações terrestres até o final de setembro de 1939. Cerca de 2 800 soldados poloneses sob o contra-almirante Włodzimierz Steyer, parte da formação de Defesa Costeira Terrestre, defenderam a Área Fortificada de Hel por cerca de 32 dias, até que eles se renderam devido a baixos suprimentos e moral.